# Ое но Чісато
Ое но Чісато (яп. 大江千里) — японський поет та дослідник конфуціанства періоду Хейан. Один із тридцяти шести безсмертних поетів.

## Життєпис
Походив зі знатного роду Ое. Точні дати його народження та смерті невідомі, але Ое но Тісато був активний у період з 889 по 923 роки. Син Ое но Отондо (大江音人) і племінник Арівара но Юкіхіра та Арівара но Наріхіра. Займав різноманітні посади при дворі.
Вірші Ое но Чісато входять до кількох збірок поезії. Один вірш зустрічається в «Хякунін-ішшю», десять — в «Кокін вакашю», і ще п'ятнадцять в інших антологіях.